# Brosimum glaucum
Brosimum glaucum är en mullbärsväxtart som beskrevs av Paul Hermann Wilhelm Taubert. Brosimum glaucum ingår i släktet Brosimum och familjen mullbärsväxter. Inga underarter finns listade i Catalogue of Life.